# Kullervo

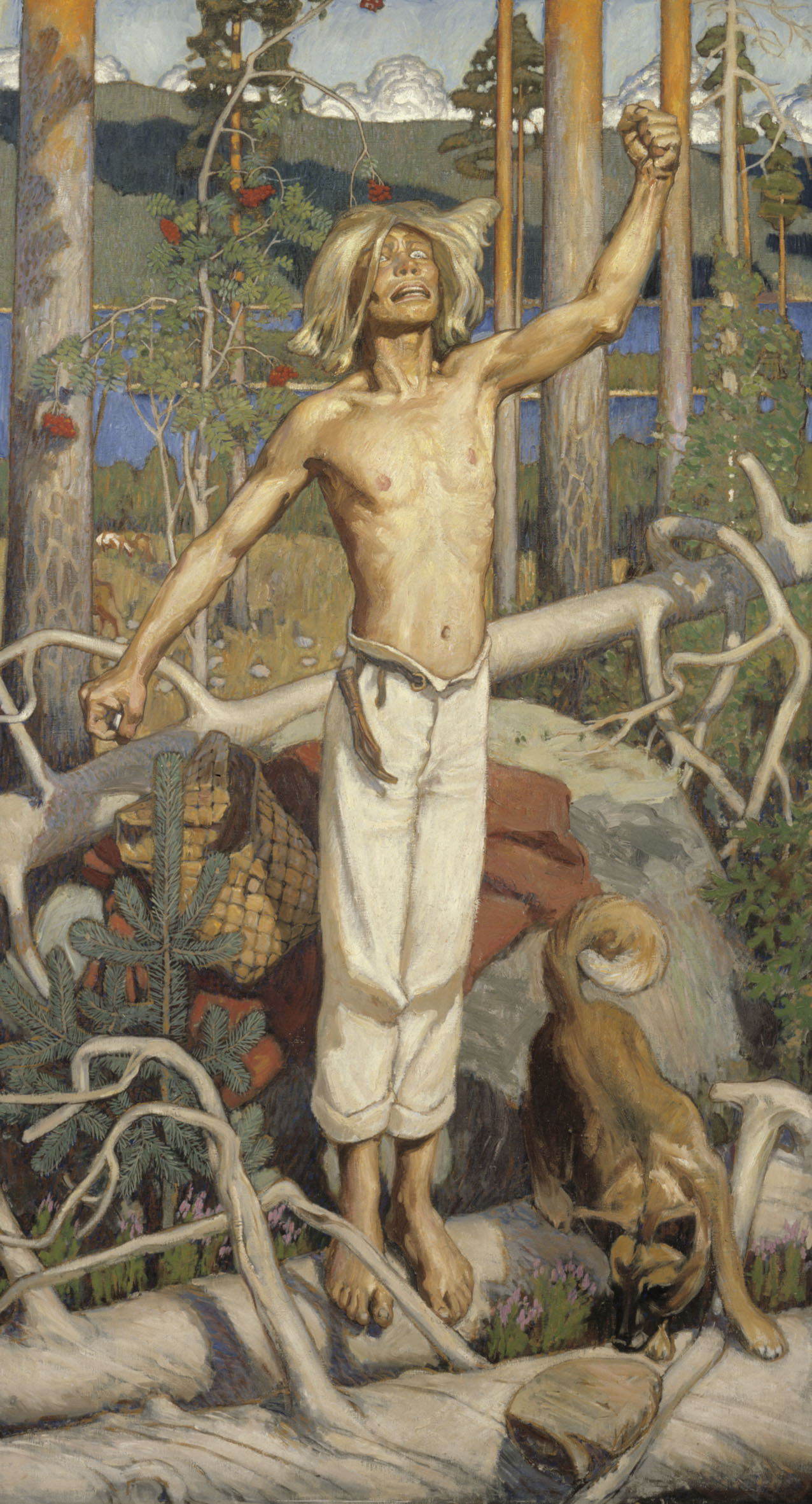
Akseli Gallen-Kallela: Kullervos förbannelse.

Kullervo är hjälten i Kullervodiktverket i Kalevala.
Stoffet till berättelsen om Kullervo samlades främst in i Ingermanland, sedan den så kallade gamla Kalevala utkommit 1835. Elias Lönnrot sammanställde diktverket, som i sin tur grundade sig på internationellt sagostoff. 
Episoden om Kullervo har utgjort ett konstnärligt inflytelserikt motiv inom den finska kulturen. Det är bland annat ett namn på musikverk, opera och symfonisk dikt av konstnärer som Filip von Schantz, Robert Kajanus, Jean Sibelius, Armas Launis, Leevi Madetoja och Aulis Sallinen.